# Корниенко, Виталия Алексеевна
Виталия Алексеевна Корниенко (род. 18 мая 2010, Москва) — российская актриса кино, телевидения и дубляжа. К январю 2021 года снялась в более чем 80 фильмах, в том числе в главных ролях. Озвучила большое число ролей в зарубежных художественных фильмах и мультфильмах. «Российская газета» включила Виталию Корниенко в топ-10 самых популярных российских актрис 2020 года.

## Биография
Родилась 18 мая 2010 года в Москве. Виталия начала сниматься в возрасте 2 лет со старшей сестрой Вероникой. Её первым фильмом стал короткометражный проект «Макарошка». К январю 2020 года она снялась в более чем 80 фильмах, в том числе в главных ролях, и озвучила более 30 ролей в зарубежных художественных фильмах и мультфильмах. В 2019 году Корниенко стала финалисткой Всероссийского конкурса талантов «Синяя птица», актриса исполнила монолог из кинофильма «Тот самый Мюнхгаузен».
Среди озвучиваний в художественном и мультипликационном кино роль главной героини Анны в американском мюзикле 2019 года «Холодное сердце 2» и дочери главной героини во французской драме «Проксима». В декабре 2019 года Виталия Корниенко была выдвинута на премию Национальной киноакадемии кинематографических искусств и наук России «Золотой орёл» в номинации «Лучшая женская роль на телевидении» за телесериал «Лучше, чем люди», права на который приобрела американская фирма Netflix.
В 2020 году журнал Grazia сообщил, что Виталия Корниенко исполнила песни в вышедшем на телеэкраны сериале «Погнали». Семья Остиных отправляется в путешествие на музыкальный конкурс, в котором должна принять участие дочь Варя (её и играет юная актриса). Со слов партнёров по фильму, Виталия легко переносит трудности съёмок, даже если они проходят в сложных условиях. В многосерийном фильме «Джульбарс» (2020) о героях-пограничниках и их служебных собаках, отдавших свои жизни в первые месяцы Великой Отечественной войны, который прошёл на Первом канале российского телевидения, Корниенко сыграла одну из главных ролей. Российское издание итальянского журнала Grazia опубликовало подборку отзывов зрителей о юной актрисе.
В том же 2020 году состоялась премьера нового фильма, где юная актриса сыграла одну из главных ролей, — спортивной комедии «Виктория». Обладатель титула чемпиона Европы по боям без правил избегает обязательств перед женщинами. Однажды он встречает дочку одной из своих подружек. Виктория (Виталия Корниенко) уверяет, что он — её отец, и считает, что они должны жить вместе. Исполнительница главной детской роли отозвалась о фильме как о «милом, трогательном и добром».
В 2020 году сыграла главную детскую роль в сиквеле художественного фильма «Лёд» — «Лёд 2». По сюжету фильма 9-летняя актриса решает стать фигуристкой, как и её мать. Вопреки запрету отца она убегает из школы на тренировки и покупает коньки на деньги, которые предназначены на завтраки. Когда отец раскрывает тайну дочери, отношения в семье накаляются до предела. До этой картины актриса на коньках не каталась, поэтому девять месяцев тренировалась на льду с тренером (по четыре-шесть раз в неделю).
Фильм оказался достаточно успешным в прокате (уже в начале марта сборы фильма приблизились к 1,5 миллиарда рублей), но вызвал противоречивые отклики кинокритиков. Тем не менее практически все они высоко оценивали работу юной актрисы. Так, художественный критик онлайн-журнала The Village писала:

…в фильме «Лёд 2» — и это большая редкость — можно посмотреть на живого и приятного ребёнка (очень классная Виталия, без которой кино было бы совсем невыносимым). Ещё не включённая во все социальные взаимодействия Надя выглядит самым адекватным человеком со своими желаниями, непростым характером и живостью во взгляде— Алиса Таёжная. «Лёд 2»: Танцы на льду с народными хитами и Александром Петровым — на этот раз про отца-одиночку. Ненужное кино о вечных ценностях
Кинокритик «Литературной газеты» назвал фильм «слезоточивой мелодрамой», среди занятых в нём артистов он выделил только Виталию Корниенко и Александра Петрова, исполнившего роль её отца. Разгромную рецензию на фильм в газете «Культура» опубликовал Алексей Коленский. Он писал о спекуляциях создателей фильма «на слезах обделённых любовью дам», «глазированности» фильма вставными вокальными репризами, которые «транслируют эмоциональную опустошённость», игра актёров, по его мнению, сводится «к истерическим самопрезентациям неодолимых одиночеств». Свою статью он завершает: «От вымученного психологического эксгибиционизма делается больно и неловко, а главное — страшно за судьбу ребёнка. При всей органике восьмилетней актрисы Виталии Корниенко, её Наде тут уделяется минимум жанрового пространства, заботы и любви».
Сама юная актриса писала о съёмках в фильме: «это самая классная, яркая и большая роль, с огромной, длительной подготовкой и в потрясающей команде!». В декабре 2020 года Виталия Корниенко была выдвинута на премию «Золотой орёл» в номинации «Лучшая женская роль в кино» за роль в фильме «Лёд 2». «Российская газета» на основе данных сайта Кино-Театр. Ру включила Виталию Корниенко в топ-10 самых популярных российских актрис 2020 года. Сайт Пятого канала российского телевидения включил Виталию Корниенко вместе с Мартой Тимофеевой в топ-5 детей-актёров современной России.
В марте 2021 года на телеканале «Россия-1» прошла премьера сериала «Воспитательница», в котором Виталия Корниенко сыграла главную детскую роль. Героиня актрисы Тася тяжело переживает смерть матери, перестала разговаривать с окружающими, ушла в себя. Молодой гувернантке удаётся найти подход к ребёнку. Со временем бизнесмен Андрей Соколов — отец девочки предлагает ей поселиться в своём доме.
В марте-апреле 2021 года состоялась премьера сериала режиссёра Антона Маслова «Вампиры средней полосы». В Смоленске проживает семья вампиров, в состав которой входит, наряду с другими персонажами, хирург райбольницы и капитан уголовного розыска. Кровь поставляет местная больница, а «в сезон вынужденной диеты приходится идти в ночь и подставляться отморозкам — хотя кто ещё кому подставляется». Среди исполнителей фигурирует Виталия Корниенко. Обозреватель «Комсомольской правды» с иронией писал о её участии фильме:

[Виталия Кириенко], переигравшая за минувшие 5 лет всех без исключения ангельских деток и возбуждающая своим дистиллированным ангелизмом не меньшие подозрения, чем самый высокооплачиваемый американский ребёнок всех времён Ширли Темпл. Если она тоже окажется вампиршей, какой это будет подарок всем поклонникам сложности и неоднозначности в современном кинопроцессе. А что, девочка бледненькая, прозрачная— Денис Горелов. У нас была хорошая, непьющая семья
В 2022—2024 годах исполнила главную роль в телесериале «Тётя Марта». Также с 2023 года играет одного из основных персонажей в ситкоме «Папины дочки. Новые» Лизу Васильеву.

## Личность актрисы
Корниенко воспринимает кино как любимое дело и одновременно хобби. Рассказывает, что любит сама выполнять трюки, и наиболее яркие воспоминания о съёмках связывает именно с ними. Среди таких трюков — падение в горную реку в декабре и спуск с балкона третьего этажа по простыне в сильный ветер. В свободное от съёмок время снимает или монтирует любительские фильмы, пишет сценарии или придумывает грим. Кроме того, изучает испанский и английский языки, занимается спидкубингом, играет на укулеле. Планирует стать актрисой, режиссёром, или продюсером. Вместе с мамой Олесей Корниенко ведёт Инстаграм и Telegram. В школе предпочитает не говорить о съёмках в кино. Своей настольной книгой называет «Джордж и тайны Вселенной» Стивена Хокинга.
В декабре 2020 года средства массовой информации сообщили, что Виталия Корниенко, ранее принимавшая участие во Всероссийском детском конкурсе дарований «Синяя птица» на телеканале «Россия 1», приглашает сверстников к челленджу, участники которого демонстрируют свои таланты в снятом ими самими клипе.[значимость факта?]

## Фильмография
| Год        | Название фильма, сериала                   | Роль                                                |
| ---------- | ------------------------------------------ | --------------------------------------------------- |
| 2012       | «Макарошка» (короткометражный)             | подружка Макара                                     |
| 2013       | «Время дочерей»                            | Вероника в детстве                                  |
| 2013       | «И шарик вернётся»                         | Настя в 5 лет (нет в титрах)                        |
| 2013       | «Обмани, если любишь»                      | Марта                                               |
| 2013       | «Пятый этаж без лифта»                     | Ляля                                                |
| 2014       | «Отель „Санрайз“» (короткометражный)       | дочь                                                |
| 2015       | «Осколки хрустальной туфельки»             | Сонечка                                             |
| 2015       | «Сломанные судьбы»                         | Катя в 5 лет                                        |
| 2015       | «Неподсудные»                              | Ира                                                 |
| 2015       | «Тихий Дон»                                | Полюшка                                             |
| 2015       | «Рая знает»                                | Тая                                                 |
| 2016       | «Пенсильвания»                             | Вера                                                |
| 2016       | «Z» (короткометражный)                     | девочка                                             |
| 2017       | «Форс-мажор»                               | Алиса                                               |
| 2018       | «Лютый-2»                                  | Соня                                                |
| 2018       | «Гурзуф»                                   | Ася                                                 |
| 2018       | «Северное сияние»                          | Майя                                                |
| 2019       | «Лучше, чем люди»                          | Соня Сафронова                                      |
| 2019       | «Шифр»                                     | Таня Зимина                                         |
| 2019       | «Лев Яшин. Вратарь моей мечты»             | Ирина в молодости                                   |
| 2019       | «Холодное сердце 2»                        | Анна в детстве (дубляж)                             |
| 2020       | «Зелёный фургон»                           | Маша                                                |
| 2020       | «Лёд 2»                                    | Надежда Александровна (Надя) Горина                 |
| 2020       | «Виктория»                                 | Виктория                                            |
| 2020       | «Погнали»                                  | Варя Осина                                          |
| 2020       | «Джульбарс»                                | Лиза Павлова                                        |
| 2020       | «Под прикрытием»                           | Оксана                                              |
| 2020       | «Капитан Волконогов бежал»                 | девочка                                             |
| 2021-н.в.  | «Вампиры средней полосы»                   | Настя Бредихина                                     |
| 2021       | «Конёк-Горбунок»                           | Цветок озвучка                                      |
| 2021-2024  | «Выжившие»                                 | Лиза                                                |
| 2021       | «Ряд 19»                                   | Катя в детстве                                      |
| 2022       | «Однажды в пустыне»                        | дочь Жилина                                         |
| 2022       | «Мажор 4»                                  | Софья Игоревна Соколовская (Родионова)              |
| 2022       | «Мажор в Сочи»                             | Софья Игоревна Соколовская (Родионова)              |
| 2022       | «Ника»                                     | Ника Турбина в детстве                              |
| 2022-2023  | «Семья»                                    | Настя Титова                                        |
| 2022-2024  | «Тётя Марта»                               | Марта Викторовна Самсонова / Юлия Андреевна Павлова |
| 2022       | «Чернобыль»                                | Оля                                                 |
| 2022       | «ЮЗЗЗ»                                     | Тася                                                |
| 2023       | «Кукольник»                                | Аня                                                 |
| 2023-н. в. | «Папины дочки. Новые»                      | Елизавета Вениаминовна (Лиза) Васильева             |
| 2023       | «Юность»                                   | «Супербелка»                                        |
| 2023       | «Шифр 4»                                   | Таня Зимина                                         |
| 2024       | «Лёд 3»                                    | Надежда Александровна (Надя) Горина в 13 лет        |
| 2024       | «Красный 5 (6 серия)»                      | Анна                                                |
| 2023       | «Одна дома»                                | Стефания                                            |
| 2024       | «Тайна Чёрной руки»                        | Катя                                                |
| 2024       | «Моё любимое приведение»                   | Ника Зайцевская                                     |
| 2024       | «Василиса и хранители времени»             | Даша                                                |
| 2024       | «Папу маме заверни»                        | Вита                                                |
| 2024       | «Одна дома. Великолепная пятёрка»          | Стефания                                            |
| 2025       | «Дети-шпионы» (в производстве)             | Мила                                                |
| 2025       | «Маша и медведи» (в производстве)          | Маша                                                |
| 2025       | «Мажор в Дубае» (в производстве)           | Софья Игоревна Соколовская                          |
| 2025       | «Папа может» (в производстве)              | Маша                                                |
| 2025       | «Папины дочки. В кино» (в производстве)    | Лиза Васильева                                      |
| 2025       | «Мажор 5» (в производстве)                 | Софья Игоревна Соколовская                          |
| 2026       | «Буратино» (в производстве)                | Буратино                                            |
| —          | «Одна дома 3» (в производстве)             | Стефания                                            |
| —          | «Отверженные» (в производстве)             |                                                     |
| 2026       | «Суворовец. День Победы» (в производстве). | Лера                                                |
| 2026       | «Таня и космонавт» (в производстве).       |                                                     |

## Награды
|      | Фильм           | Номинация                          | Награды и их учредители                   | Результат |
| ---- | --------------- | ---------------------------------- | ----------------------------------------- | --------- |
| 2020 | Лучше, чем люди | Лучшая женская роль на телевидении | Премия «Золотой орёл» по итогам 2019 года | Номинация |
| 2020 | Лёд 2           | Лучшая женская роль в кино         | Премия «Золотой орёл» по итогам 2020 года | Номинация |

Также Виталия Корниенко получила диплом международного конкурса «Ноль плюс» (за роль в фильме «Девочка и дерево желаний») и диплом в номинации «Актриса года» Первой национальной премии талантливых детей «Talented Kids Awards 2019» журнала «BABYER Magazine» и общероссийского общественного движения «Одарённые дети — будущее России».